# Петровський Олексій Миколайович
Олексій Миколайович Петровський (20 березня 1889, місто Санкт-Петербург, Російська Федерація — розстріляний 25 лютого 1939, місто Москва) — радянський державний і політичний діяч, голова Ленінградської міської ради з вересня 1937 по жовтень 1938 року. Член Комісії партійного контролю при ЦК ВКП(б) (у 1934—1938 роках). Депутат Верховної Ради СРСР 1-го скликання.

## Біографія
Народився в Санкт-Петербурзі 20 березня (8 березня за старим стилем) 1889 року в родині робітника Франко-Російського заводу. У 1900 році закінчив три класи початкової школи в Санкт-Петербурзі. У лютому 1902 — лютому 1903 року — учень у бібліотеці-читальні імені Грибоєдова в Санкт-Петербурзі.
У лютому 1903 — листопаді 1911 року — учень токаря, токар Санкт-Петербурзького шинного заводу «Треугольник» Російсько-Американської ґумової мануфактури. У 1906 році закінчив вечірню технічну школу в Санкт-Петербурзі.
Член РСДРП(б) з травня 1908 року.
У грудні 1911 — липні 1914 року — рядовий, унтер-офіцер 145-го піхотного Новочеркаського полку російської імператорської армії, розквартирований на Охті в Санкт-Петербурзі. У липні — вересні 1914 року — унтер-офіцер 5-ї роти 145-го піхотного Новочеркаського полку на Австрійському фронті в Галичині під час Першої світової війни. Був важко поранений, з вересня по грудень 1914 року лікувався у військовому Міуському госпіталі в Москві, потім демобілізований.
У січні 1915 — січні 1918 року — токар Путиловського заводу в Петроград. 9 травня 1915 року в Катерининській Катерингофській церкві вінчався з Ганною Никифорівною Васіною. Через рік, в травні 1916 року у них народилася дочка Клавдія, яку хрестили в тій самій церкві. У січні 1920 року народився син Валентин.
Під час революції 1917 року Петровський брав участь в розгоні Нарвської районної думи і організації Ради, де перебував в комісії житлового відділу і працював в економічному відділі Нарвського району Петрограда. У січні 1918 — березні 1919 року — завідувач житлового відділу Московсько-Нарвської районної ради Петрограда.
У 1919 році мобілізований до Першого загону путиловських робітників Червоної армії. У квітні — серпні 1919 року — військовий комісар телеграфно-телефонного дивізіону в Новгородській області. У серпні 1919 — січні 1920 року — військовий комісар полку РСЧА на Петроградському фронті, брав участь в боях з Північно-Західної армією Юденича.
У січні 1920 — березні 1921 року — заступник військового комісара Петроградського військового округу. У березні — грудні 1921 року — військовий комісар бригади 7-ї армії РСЧА. Брав участь в придушенні Кронштадтського повстання.
У січні 1922 — березні 1923 року — військовий комісар постачання Петроградського військового округу. У березні 1923 — травні 1924 року — начальник і військовий комісар військово-господарського управління Петроградського військового округу.
У травні 1924 — січні 1927 року — помічник начальника постачання Ленінградського військового округу із політичної частини. У січні 1927 — квітні 1930 року — помічник начальника постачання Ленінградського військового округу.
У квітні 1930 — травні 1931 року — відповідальний секретар партійної комісії Ленінградського військового округу.
У травні 1931 — липні 1932 року — секретар партійного комітету Ленінградського заводу «Красный путиловец».
У липні 1932 — грудні 1933 року — голова Ленінградського обласного комітету профспілки робітників машинобудування. Під час «чистки партії» 1933 року працював членом Ленінградської комісії із чистки партії і головою комісії з чистки Василеостровского району Ленінграда.
У січні 1934 — серпні 1935 року — співробітник апарату Комісії партійного контролю при ЦК ВКП(б) у Москві.
У серпні 1935 — квітні 1936 року — заступник уповноваженого Комісії партійного контролю при ЦК ВКП(б) по Ленінградській області.
10 квітня 1936 — червень 1937 року — завідувач промислово-транспортного відділу Ленінградського обласного комітету ВКП (б).
У червні — вересні 1937 року — 3-й секретар Ленінградського обласного комітету ВКП(б).
27 вересня 1937 — 21 серпня (офіційно 7 жовтня) 1938 року — голова Ленінградської міської ради, член президії ради та міськвиконкому.
Заарештований органами НКВС 21 серпня 1938 року. 25 лютого 1939 року Воєнна колегія Верховного суду СРСР засудила його до розстрілу за статтею 58 Кримінального кодексу РРФСР за нібито участь в контрреволюційній диверсійно-терористичної діяльності, того ж дня вирок був виконаний. Похований на Новому Донському Кладовище в Загальній могилі № 1 в числі 4259 жертв політичних репресій.
1 грудня 1954 року реабілітований, а 15 жовтня 1990 року посмертно відновлений у членах партії.